# Rhinopias filamentosus
Rhinopias filamentosus är en fiskart som först beskrevs av Fowler, 1938.  Rhinopias filamentosus ingår i släktet Rhinopias och familjen Scorpaenidae. Inga underarter finns listade i Catalogue of Life.